# Bedřich Smetana
Bedřich Smetana (pronunciado [ˈbɛdr̝ɪx ˈsmɛtana]ⓘ) (2 de marzo de 1824-12 de mayo de 1884) fue un compositor nacido en Bohemia, hoy en día, región parte de la Republica Checa, aunque, en vida del músico formaba parte del Imperio austrohúngaro. Fue pionero en el desarrollo de un estilo musical que quedó íntimamente ligado al nacionalismo checo. Por ello, se lo reconoce en su país de sus orígenes, como el padre de la música checa. Internacionalmente es conocido por su ópera La novia vendida y por el ciclo de poemas sinfónicos Má vlast (Mi patria) que representan la historia, leyendas y paisajes de la patria natal del compositor.
Smetana poseía un talento natural para el piano y dio su primer recital a los seis años. Tras recibir una educación convencional en la escuela, estudió música con Josef Proksch en Praga. Escribió su primera composición nacionalista durante el levantamiento de Praga de 1848, en el que participó por poco tiempo. Ante la imposibilidad de iniciar su carrera en Praga, se dirigió a Suecia, donde se estableció como profesor y director de coro en Gotemburgo y empezó a escribir obras orquestales de gran escala. Durante este periodo de su vida, Smetana se casó dos veces y tuvo seis hijos, de los cuales tres fallecieron durante su infancia.
A principios de la década de 1860, un clima político más liberal en Bohemia alentó a Smetana a regresar permanentemente a Praga. Se entregó a la vida musical de la ciudad, principalmente como defensor del nuevo género de la ópera checa. En 1866 sus dos primeras óperas, Los brandenburgueses en Bohemia y La novia vendida, fueron estrenadas en el nuevo Teatro Provisional de Praga, alcanzando esta última gran popularidad. Ese mismo año, Smetana llegó a ser el director principal del teatro, pero los años de su dirección estuvieron marcados por la polémica. Las facciones encargadas de la creación musical de la ciudad consideraban que su identificación con las ideas progresistas de Franz Liszt y Richard Wagner eran hostiles al desarrollo de un estilo de ópera checa distintivo. Esta oposición interfirió con su trabajo creativo y pudo haber acelerado la degradación de su salud, precipitando su dimisión del teatro en 1874.
A finales de 1874, a los 50 años de edad, Smetana se volvió completamente sordo, pero, liberado de sus funciones de teatro y la polémica que causaba, comenzó un período de composición constante que se prolongó durante casi todo el resto de su vida. Sus contribuciones a la música checa iban siendo cada vez más reconocidas y respetadas, pero un colapso mental a principios de 1884 condujo a su internamiento en un asilo y su posterior fallecimiento. La reputación de Smetana como el padre fundador de la música checa se ha fortalecido en su país natal, donde los defensores lo han convertido en icono por encima de sus contemporáneos y sucesores. Sin embargo, relativamente pocas de las obras de Smetana se encuentran en el repertorio internacional y la mayoría de los expertos extranjeros tienden a considerar a Antonín Dvořák como el compositor checo más importante.

## Biografía

### Origen familiar e infancia
Bedřich Smetana nació el 2 de marzo de 1824, en Litomyšl, 162 km al este de Praga, cerca de la antigua frontera entre Bohemia y Moravia, en aquel entonces provincias del Imperio Habsburgo. Era el tercer hijo y único varón de František Smetana y su tercera esposa Barbora Lynková. František era el padre de ocho hijos de dos matrimonios anteriores, sólo cinco hijas sobrevivieron la infancia, y con Barbora tuvo diez hijos más, de los cuales siete alcanzaron la edad adulta. En este momento, bajo el dominio de los Habsburgo, el alemán era el idioma oficial de Bohemia. František sabía hablar checo, pero para los negocios y eventos sociales rara vez lo empleaba y sus hijos nunca lo aprendieron hasta alcanzar edades más avanzadas.

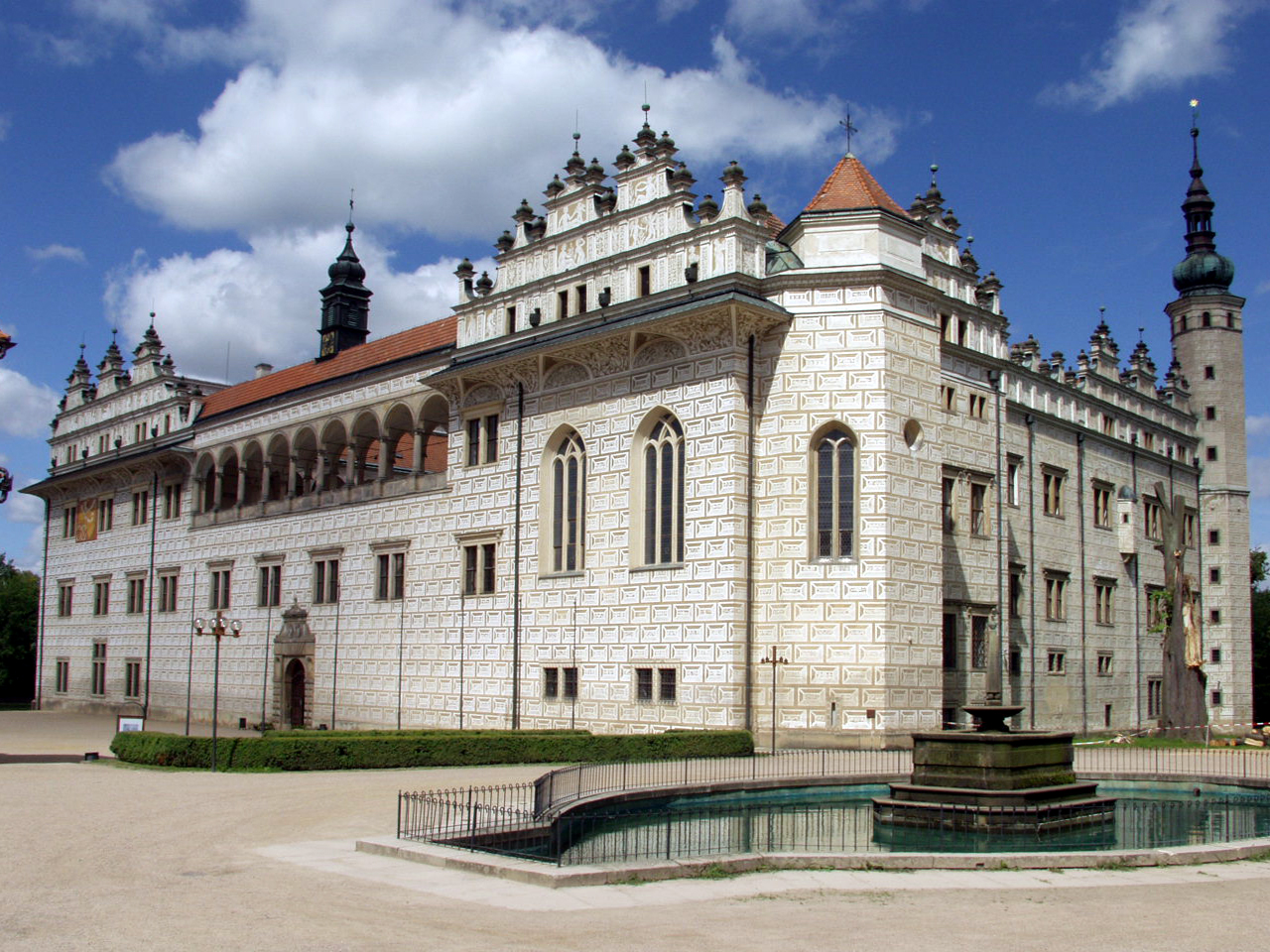
Castillo del conde de Waldstein, situado en el lugar de nacimiento de Smetana, Litomyšl, Bohemia.

La familia de Smetana venía de Hradec Králové, una región de Bohemia. František había aprendido al principio el oficio de cervecero y había adquirido una riqueza moderada durante las Guerras Napoleónicas mediante el suministro de ropa y provisiones para el ejército francés. Posteriormente, regentó varias cervecerías antes de trasladarse a Litomyšl en 1823 como fabricante de cerveza del conde de Waldstein, cuyo castillo renacentista domina la ciudad.
El padre de Smetana, a pesar de carecer de educación alguna, tenía un don natural para la música y fue un violinista competente que tocaba en un cuarteto de cuerda. Bedřich se introdujo en el mundo de la música gracias a su padre y en octubre de 1830, a la edad de seis años, dio su primera actuación en público. En un concierto celebrado en la Academia de Filosofía Litomyšl interpretó un arreglo para piano de la obertura de La muette de Portici de Auber, teniendo una recepción entusiasta. En 1831 la familia se trasladó a Jindřichův Hradec al sur de Bohemia, la región en la que, una generación más tarde, crecería Gustav Mahler. Aquí, Smetana asistió a la escuela primaria local y más tarde al Gymnasium. También estudió violín y piano, descubriendo las obras de Mozart y Beethoven, y comenzó a componer piezas sencillas, de las cuales una danza (Kvapiček o ‘Pequeño galope’) sobrevive en forma de esbozo.
En 1835, František se retiró a una granja en la región suroriental de Bohemia. Al no haber una escuela local adecuada, Smetana fue enviado al liceoe Jihlava, donde sentía una nostalgia que le impedía estudiar. Luego se trasladó a la escuela premonstratense de Německý Brod, donde fue feliz e hizo grandes progresos. Entre los amigos que hizo aquí se encontraba el futuro poeta revolucionario checo Karel Havlíček, cuya partida de Praga en 1838 pudo haber influido en el propio deseo de Smetana de experimentar la vida en la capital. Al año siguiente, con la aprobación de František, se matriculó en la Escuela Académica de Gramática de Praga bajo las enseñanzas de Josef Jungmann, un distinguido poeta y lingüista, que además era una figura principal en el movimiento del renacimiento nacional checo.

### Músico aprendiz

#### Primeros pasos
Smetana llegó a Praga en el otoño de 1839. Pronto comenzó a faltar a clases debido a su poca adaptación en la escuela de Jungmann (sus compañeros se burlaban de él por su comportamiento pueblerino). Asistía a conciertos, visitaba la ópera, escuchaba bandas militares y se unió a un cuarteto de cuerda aficionada para el cual compuso piezas sencillas. Después de que Liszt diera varios recitales de piano en la ciudad, se convenció de que sólo iba a encontrar satisfacción siguiendo una carrera musical. Según le confiaba a su diario, «quería ser como Mozart en composición y como Liszt en la técnica». Sin embargo, todo terminó cuando František descubrió el absentismo escolar de su hijo y lo sacaron de la ciudad. František en ese momento consideraba que la música era un pasatiempo con el que entretenerse, no una elección de carrera. Temporalmente dejaron a Smetana al cuidado de su tío en Nové Město, donde disfrutó de un breve romance con su prima Louisa. El compositor conmemoró su pasión en La polka de Louisa, la composición completa más antigua de Smetana que ha llegado a nuestros días.
Su primo mayor, Josef Smetana, profesor de la escuela premonstratense en Pilsen, posteriormente se ofreció para supervisar la enseñanza que le quedaba por completar al adolescente, y el verano de 1840 Smetana partió para dicha ciudad. Permaneció allí hasta que completó sus estudios en 1843. Sus habilidades como pianista eran muy demandadas en las variadas veladas de la ciudad y disfrutó de una ajetreada vida social. Esto incluyó una serie de romances, el más importante de los cuales fue el de Katerina Kolarova, a quien había conocido brevemente en su infancia temprana. Smetana quedó completamente cautivado por ella, escribiendo en su diario: «Cuando no estoy con ella estoy sentado sobre brasas y no me siento en paz». Compuso varias piezas para ella, entre las cuales hay dos Cuadrillas, un dúo para voz y piano, y un estudio incompleto para la mano izquierda. También compuso su primera pieza orquestal, un minueto en si bemol.

#### Estudiante y profesor

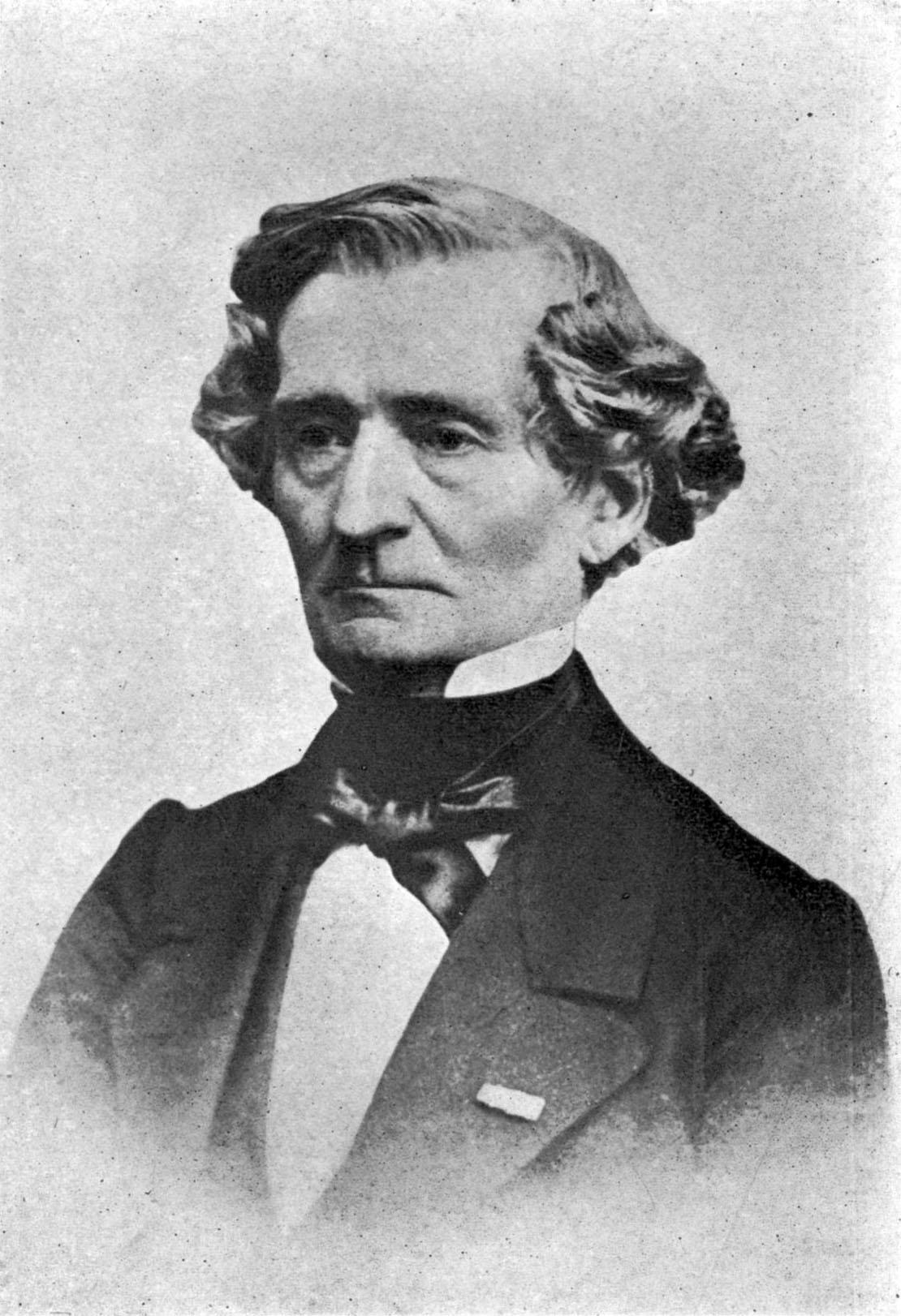
Hector Berlioz (1803-1869), una influencia musical en los inicios de Smetana.

Cuando Smetana completó su instrucción, la fortuna de su padre había disminuido. Aunque František ahora estaba de acuerdo en que su hijo debía seguir una carrera musical, no podía prestarle apoyo financiero. En agosto de 1843, Smetana partió para Praga con veinte florines, y sin ningún proyecto futuro. Al carecer de formación musical necesitaba un maestro, y fue presentado por la madre de Kateřina Kolářová a Josef Proksch, director del Instituto de Música de Praga, en el cual Kateřina estaba estudiando. Proksch utilizaba los métodos de enseñanza más modernos, estudiando las obras de Beethoven, Chopin, Berlioz y el círculo de Leipzig de Liszt. En enero de 1844, Proksch acordó tomar a Smetana como alumno y, al mismo tiempo, las dificultades financieras del joven músico se aliviaron cuando se aseguró un puesto como profesor de música en la familia de un noble, el conde Thun.
Durante los siguientes tres años, además de dar clases de piano a los hijos de Thun, Smetana estudió teoría y composición con Proksch. Las obras que compuso en estos años son canciones, danzas, bagatelas, improvisaciones y la Sonata para piano en sol menor. En 1846, Smetana asistió a unos conciertos en Praga que ofreció Berlioz, y con toda probabilidad, se reunió con el maestro francés en una recepción organizada por Proksch. En casa del conde Thun conoció a Robert y Clara Schumann, y les mostró su Sonata en sol menor, pero no logró obtener la aprobación de esta obra dado que habían detectado mucha influencia de Berlioz en dicha composición. Mientras tanto, su amistad con Katerina había florecido. En junio de 1847, tras renunciar a su posición en el hogar de los Thun, Smetana la recomendó para que lo reemplazara. Seguidamente, marchó en una gira por Bohemia Occidental con la esperanza de forjarse una reputación como concertista de piano.

### Inicios de su carrera

#### Revolucionario
La gira de conciertos de Smetana recibió escaso apoyo económico, por lo que abandonó el proyecto y regresó a Praga, donde se ganó la vida dando clases particulares a alumnos y con apariciones ocasionales como acompañante en conciertos de cámara. También empezó a trabajar en su primera gran obra orquestal, la Obertura en re mayor.

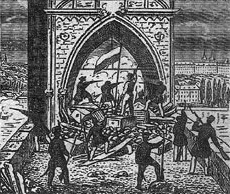
Una representación de las barricadas en el Puente de Carlos, Praga (1848). Smetana fue partícipe en el levantamiento de la ciudad.

Durante un breve período en 1848, Smetana fue un revolucionario. En el clima de cambio político y de agitación que se extendió por Europa en ese año, un movimiento prodemocrático de Praga dirigido por el antiguo amigo de Smetana, Karel Havlíček, buscaba lograr el fin del gobierno absolutista de los Habsburgo con miras a lograr una mayor autonomía política. Se formó un ejército de ciudadanos (Svornost) para defender la ciudad contra un posible ataque. Smetana escribió una serie de obras patrióticas, destacando dos marchas dedicadas respectivamente a la Guardia Nacional Checa y a la Legión de Estudiantes de la Universidad de Praga, y La canción de la libertad con letra de Jan Kollár. En junio de 1848, cuando los ejércitos de los Habsburgo se trasladaron a reprimir tendencias rebeldes, Praga fue atacada por las fuerzas austriacas dirigidas por el Príncipe de Windisch-Grätz. Como miembro de Svornost, Smetana ayudó a dirigir las barricadas en el Puente de Carlos. El incipiente levantamiento fue rápidamente aplastado, pero Smetana se libró de la prisión o el exilio que recibieron los líderes como Havlíček. Durante su breve paso por el Svornost, se encontró con el escritor y líder radical Karel Sabina, que más tarde prepararía los libretos para sus dos primeras óperas.

#### Instituto de piano
A principios de 1848, Smetana escribió a Franz Liszt, a quien todavía no conocía personalmente, pidiéndole que aceptara la dedicatoria de una obra para piano, las Seis piezas características, y que le recomendara un editor. También le pidió un préstamo de 400 florines para poder abrir una escuela de música. Liszt respondió cordialmente la aceptación de la dedicación y la promesa de ayudar a encontrar un editor, pero no ofreció ninguna ayuda financiera. Este estímulo fue el comienzo de una amistad de gran valor para Smetana en su carrera posterior. Pese a que Liszt no le proporcionó apoyo financiero, Smetana fue capaz de fundar un instituto de piano a finales de agosto de 1848, con doce alumnos. Tras un período de apuros, el instituto comenzó a florecer y se puso un poco de moda, especialmente entre los partidarios del nacionalismo checo, para quienes Smetana estaba creándose una reputación. Proksch escribió acerca del apoyo de Smetana para la causa de su pueblo y dijo que «bien podría convertirse en el transformador de mis ideas en el idioma checo». En 1849 el instituto se trasladó a la casa de los padres de Katerina y comenzó a atraer a visitantes distinguidos; Liszt asistía con regularidad y el exemperador Fernando, que se había establecido en Praga, acudía a los conciertos de tarde de la escuela. Las actuaciones de Smetana en estos conciertos se convirtieron en una característica reconocida de la vida musical de Praga. En esta época de relativa estabilidad financiera, Bedřich se casó con Kateřina el 27 de agosto de 1849. Cuatro hijas nacieron fruto de la pareja entre 1851 y 1855.

#### Compositor en ciernes
En 1850, a pesar de sus sentimientos revolucionarios, Smetana aceptó el cargo de pianista de la Corte en el Castillo de Praga, lugar de retiro del emperador Fernando. Continuó enseñando en el instituto de piano y se dedicó cada vez más a la composición. Entre sus obras, principalmente para piano, se incluyen las Escenas de bodas, cuya música sería utilizada parcialmente en La novia vendida más adelante. También escribió numerosas piezas cortas experimentales reunidas bajo el nombre Hojas de álbum y una serie de polkas. Entre 1853 y 1854 trabajó en una pieza orquestal importante, la Sinfonía Triunfal, compuesta para conmemorar la boda del emperador Francisco José. La sinfonía fue rechazada por la Corte Imperial, posiblemente alegando que la breve referencia musical al himno nacional de Austria no era suficientemente visible. Sin inmutarse, Smetana contrató a una orquesta pagada por él para interpretar la sinfonía en el Salón de Konvikt en Praga el 26 de febrero de 1855. El trabajo fue recibido con frialdad y el concierto fue un fracaso financiero.

#### Tristeza personal y desencanto profesional

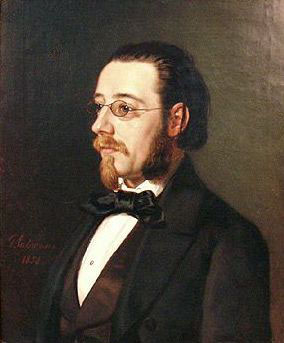
Un retrato al óleo (1854) de Smetana.

Entre 1854 y 1856, Smetana sufrió una serie de golpes personales. En julio de 1854 su segunda hija, Gabriela, murió de tuberculosis. Un año más tarde su hija mayor, Bedriska, que a la edad de cuatro años estaba mostrando signos de precocidad musical, murió de escarlatina. Smetana escribió su Trío para piano en sol menor, como un homenaje a su memoria; fue interpretado en Praga el 3 de diciembre de 1855 y, según el compositor, fue recibido «con severidad» por la crítica, a pesar de que fue elogiado por Liszt. Las penas de Smetana continuaron: justo después de la muerte de Bedriska, nació una cuarta hija, Katerina, pero también murió en junio de 1856. En estas fechas le diagnosticaron tuberculosis a la esposa de Smetana, Kateřina.
En julio de 1856, Smetana recibió la noticia de la muerte en el exilio de su amigo revolucionario Karel Havlíček. El clima político en Praga fue una fuente adicional de tinieblas; la esperanza de un gobierno más ilustrado y la reforma social tras la adhesión de Francisco José en 1848 se habían desvanecido mientras el absolutismo austriaco se reafirmó en el barón Alexander von Bach. A pesar del buen nombre del Instituto de Piano, la opinión de Smetana como pianista de concierto en general era considerada inferior a la de coetáneos suyos, como Alexander Dreyschock. Los críticos reconocieron el «delicado, cristalino toque» de Smetana, más cercano en estilo a Chopin que Liszt, pero consideraban que su fragilidad física era un serio inconveniente para su ambición de ser intérprete de conciertos. Su mayor éxito interpretativo de este período fue su forma de tocar el Concierto para piano en re menor de Mozart en un concierto para celebrar el centenario del nacimiento del compositor austriaco, en enero de 1856. Su desencanto con Praga fue creciendo y, tal vez influenciado por el relato de Dreyschock de las oportunidades que se encontraban en Suecia, Smetana decidió buscar el éxito allí. El 11 de octubre de 1856, después de escribir a sus padres «Praga no quería reconocerme, así que la dejé», partió hacia Gotemburgo.

### Años de viajes

#### Gotemburgo
Smetana inicialmente fue a Gotemburgo sin Kateřina. Escribiendo a Liszt, dijo que la gente de allí tenía poca sofisticación musical, pero vio esto como una oportunidad «para alcanzar un impacto que nunca podría haber logrado en Praga». En unas semanas tras su llegada dio su primer recital, abrió una escuela de música que rápidamente se vio desbordada por la cantidad de solicitudes, y se convirtió en director de la Sociedad de Gotemburgo para la música clásica coral. En pocos meses Smetana había alcanzado el reconocimiento profesional y social en la ciudad, aunque se encontró con poco tiempo para la composición; dos proyectos de obras para orquesta, tituladas provisionalmente Frithjof y El viaje de Viking, fueron esbozadas, pero abandonadas.

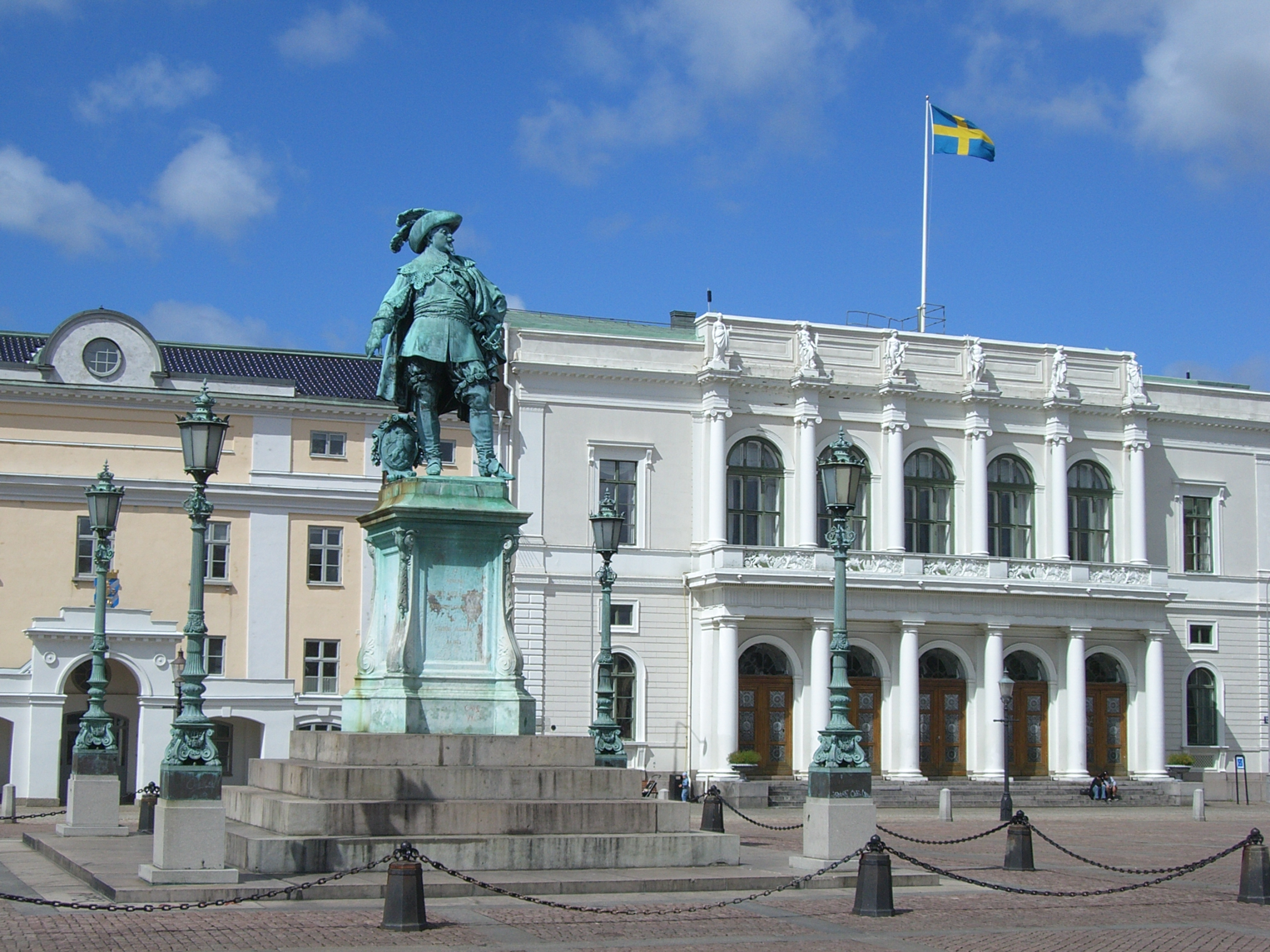
Gotemburgo, Suecia, la sede de Smetana entre 1856 y 1861.

En el verano de 1857 Smetana regresó a Praga y encontró a Kateřina en un delicado estado de salud. En junio, František, el padre de Smetana falleció. En otoño, Smetana regresó a Gotemburgo con Kateřina y su hija sobreviviente Žofie, pero antes de hacerlo visitó a Liszt en Weimar. La ocasión fueron las celebraciones del jubileo de Karl August Goethe-Schiller; Smetana asistió a representaciones de la Sinfonía Fausto de Liszt y el poema sinfónico Los ideales, que le llenó de energía y lo inspiró. Liszt fue el principal profesor de Smetana a lo largo de la vida creativa del compositor checo y en este momento crucial fue capaz de revivir su espíritu y rescatarlo del relativo aislamiento artístico que padecía en Gotemburgo.
De vuelta en Suecia, Smetana encontró entre sus nuevos alumnos una joven ama de casa, Fröjda Benecke, quien en poco tiempo se convirtió en su musa y su amante. En su honor, Smetana transcribió dos canciones del ciclo Die schöne Müllerin de Schubert y transformó una de sus primeras obras para piano en una polka titulada La visión en el baile. También comenzó a componer en una escala más amplia. En 1858 completó el poema sinfónico Richard III, su primera composición orquestal importante desde la Sinfonía Triunfal. A esto le siguieron El campamento de Wallenstein, inspirada en la trilogía del drama de Wallenstein de Friedrich Schiller y comenzó un tercer poema sinfónico titulado Hakon Jarl, basado en el drama trágico del poeta danés Adam Oehlenschläger. También escribió dos obras para piano de gran escala: Macbeth y las brujas y un Estudio en do en el estilo de Liszt.

#### Duelo, matrimonio y regreso a Praga
La salud de Kateřina empeoró gradualmente y en la primavera de 1859 falló por completo. De regreso a casa, murió en Dresde el 19 de abril de 1859. Smetana escribió que había muerto «con suavidad, sin nosotros saber nada hasta que el silencio me llamó la atención hacia ella». Después de dejar a Žofie bajo el cuidado de la madre de Katerina, Smetana pasó un tiempo con Liszt en Weimar, donde le fue presentada la música de la ópera cómica Der Barbier von Bagdad del alumno de Liszt, Peter Cornelius. Esta obra influiría en la carrera posterior de Smetana como compositor de ópera. Más tarde ese año se quedó con su hermano menor Karel y se enamoró de la cuñada de Karel, Barbora (Bettina) Ferdinandiová, dieciséis años menor que él. Le propuso matrimonio y se aseguró su promesa al regresar a Gotemburgo para el invierno de 1859-60. El matrimonio tuvo lugar el año siguiente, el 10 de julio de 1860, después de lo cual Smetana y su nueva esposa regresaron a Suecia para una última temporada. Esto culminó en abril de 1861 con una actuación de piano en Estocolmo, a la que asistió la familia real sueca. La primera hija de la pareja, Zdenka, nació en septiembre de 1861.
Mientras tanto, la derrota del ejército de Francisco José en Solferino en 1859 había debilitado el imperio de los Habsburgo y condujo a la caída del poder de von Bach. Esto trajo gradualmente un ambiente más ilustrado a Praga y en 1861 Smetana pudo ver las perspectivas de un futuro mejor para el nacionalismo checo y la cultura.Antes de decidir su propio futuro, en septiembre, Smetana emprendió una gira de conciertos por Holanda y Alemania. Todavía estaba esperando forjarse una reputación como pianista, pero de nuevo experimentó el fracaso. De vuelta en Praga, dirigió interpretaciones de Richard III y el Campamento de Wallenstein en la sala de conciertos de la isla de Žofín en enero de 1862, obteniendo una recepción silenciosa. Los críticos lo acusaron de identificarse demasiado con la «Nueva Escuela Alemana», representada principalmente por Liszt; Smetana respondió que «es un profeta sin honor en su propia tierra». En marzo de 1862 realizó una última visita breve a Gotemburgo, pero la ciudad ya no le deparaba interés, al resultarle un lugar atrasado y, cualesquiera fueran las dificultades, decidió buscar su futuro musical en Praga: «Mi casa se ha arraigado en mi corazón tanto que sólo aquí puedo encontrar la satisfacción real. Es a esto a lo que me sacrificaré yo mismo».

### Prominencia nacional

#### En busca del reconocimiento
En 1861 se anunció que se iba a construir un teatro de manera provisional, como nuevo hogar de la ópera checa. Smetana vio esto como una oportunidad de escribir y representar ópera que reflejara el carácter nacional checo, imitando las
representaciones de la vida rusa en las óperas de Mijaíl Glinka. Esperaba ser considerado para la dirección musical del teatro, pero el puesto fue a Jan Nepomuk Mayr, al parecer porque la facción conservadora a cargo del proyecto consideraba a Smetana un «modernista peligroso», dependiente de compositores vanguardistas como Liszt y Wagner. Smetana luego centró su atención en un concurso de ópera, organizado por el conde Jan von Harrach, que ofrecía premios de 600 ducados a cada una de las mejores óperas cómicas e históricas basados en la cultura checa. Con ningún modelo útil en el cual basar su obra (la ópera checa como género casi no existía), Smetana tenía que crear su propio estilo. Contrató a Karel Sabina, su compañero de barricadas de 1848, como su libretista, y recibió el texto de Sabina en febrero de 1862, una historia de la invasión de Bohemia del siglo XIII por Otón de Brandeburgo. En abril de 1863 presentó la partitura, con el título de Los brandenburgueses en Bohemia.

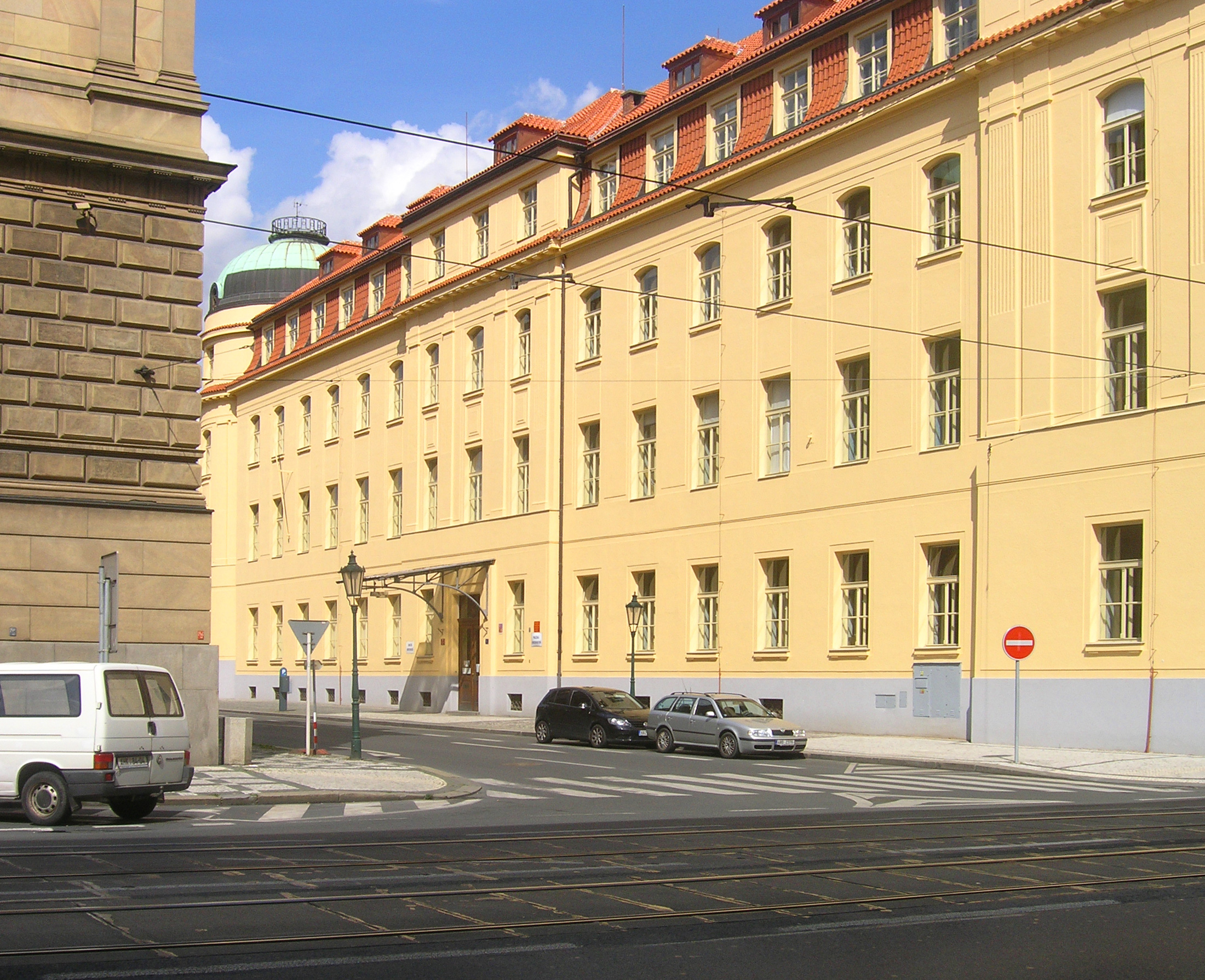
Conservatorio de Praga (fotografía moderna): el ofrecimiento de Smetana a ser su director no prosperó.

En esta etapa de su carrera, el dominio de Smetana de la lengua checa era pobre. Los checos de su generación fueron educados en alemán, por ello tenía dificultad para expresarse en su lengua nativa. Para superar estas deficiencias lingüísticas estudió gramática checa, hasta el punto de escribir y hablar en checo por norma diariamente. Llegó a ser el director del coro de la sociedad coral de los nacionalistas Hlahol poco después de su regreso de Suecia y como su fluidez en el idioma checo había mejorado, compuso coros patrióticos para la sociedad; Los tres jinetes y El renegado fueron interpretados en conciertos a comienzos de 1863. En marzo de ese año Smetana fue elegido presidente de la sección de música de Umělecká Beseda, una sociedad de artistas checos. En 1864 era suficientemente competente en checo como para ser nombrado crítico de música en el primer periódico en dicho idioma, el Národní listy. Mientras tanto, Bettina había dado a luz a otra hija, Bozena.
El 23 de abril de 1864, Smetana dirigió la sinfonía coral Romeo y Julieta de Berlioz en un concierto para celebrar el tricentenario del nacimiento de William Shakespeare, añadiendo al programa su propia Marcha del festival de Shakespeare. Ese año, el ofrecimiento de Smetana para ser el director del Conservatorio de Praga no había tenido éxito. Smetana había puesto grandes esperanzas en este nombramiento: «Mis amigos están tratando de convencerme de que este puesto podría haber sido creado especialmente para mí», escribió a un amigo sueco. Sus esperanzas se vieron frustradas una vez más por su afiliación con Liszt, al que percibían como radical, por lo que el comité nombró al conservador patriota Josef Krejčí para el puesto. Casi tres años pasaron antes de que Smetana fuera declarado el ganador del concurso de ópera de Harrach. Antes de eso, el 5 de enero de 1866, Los brandenburgueses se había interpretado con una entusiasta acogida en el Teatro Provisional, por encima de la fuerte oposición de Mayr, quien se había negado a ensayar o dirigir la obra. El lenguaje era demasiado avanzado para el gusto de Mayr pero la ópera fue finalmente puesta en escena bajo la dirección del propio compositor. «Me llamaron al escenario nueve veces», escribió Smetana, subrayando que se habían vendido todas las entradas y los críticos lo llenaron de elogios. La historiadora de la música Rosa Newmarch considera que, aunque Los brandenburgueses no ha resistido la prueba del tiempo, contiene todos los gérmenes del arte operístico de Smetana.

#### Maestro de ópera
En julio de 1863, Sabina le había entregado el libreto para una segunda ópera, una comedia ligera titulada La novia vendida, la cual Smetana compuso durante los siguientes tres años. Debido al éxito de Los brandenburgueses, la gestión del Teatro Provisional accedió a representar la nueva ópera, que se estrenó el 30 de mayo de 1866, en su versión original en dos actos con diálogo hablado. La ópera tuvo que pasar por varias revisiones y reestructuraciones antes de llegar a la forma definitiva en tres actos que en su momento estableció la reputación internacional de Smetana. El estreno fue un fracaso; se llevó a cabo en una de las noches más peligrosas del año, en las vísperas de la guerra austro-prusiana con Bohemia bajo inminente amenaza de invasión por parte de las tropas prusianas. Como era de esperar el acontecimiento apenas recibió público y los ingresos no cubrieron los gastos. Cuando se presentó en el Teatro Provisional en su forma definitiva, en septiembre de 1870, tuvo un tremendo éxito de público.
En 1866, al ser el compositor de Los brandenburgueses, obra que presenta las connotaciones de la agresión militar alemana, Smetana pensó que podría ser el blanco de los invasores prusianos, por lo que se ausentó de Praga hasta el cese de las hostilidades. Regresó en septiembre, y casi de inmediato logró lo que venía anhelando desde hacía mucho tiempo: el nombramiento como director principal del Teatro Provisional, con un sueldo anual de 1200 florines. En ausencia de suficientes obras de ópera checa, en su primera temporada Smetana presentó obras clásicas de Weber, Mozart, Donizetti, Rossini y Glinka, con un reestreno de su propia obra La novia vendida. La producción que realizó Smetana de Una vida por el Zar de Glinka enfureció al defensor de éste, Mili Balákirev, que reaccionó de manera enérgica. Esto causó una enemistad prolongada entre los dos hombres. El 16 de mayo de 1868, Smetana, en representación de los músicos checos, ayudó a poner su granito de arena para el futuro Teatro Nacional, escribiendo una Obertura festiva para la ocasión. Esa misma noche, la tercera ópera de Smetana, Dalibor, se estrenó en el Nuevo Teatro de Praga. Aunque su acogida inicial fue cálida, las revisiones la calificaban de pobre y Smetana se rindió ante su fracaso. Esta ópera se convirtió en la base de una serie de ataques hacia Smetana, seguida de un esfuerzo dirigido a expulsarlo de su cargo como director del Teatro Provisional.

#### Oposición
Al principio de su dirección musical, Smetana se granjeó la enemistad del poderoso František Pivoda, director de la Escuela de canto de Praga. Anteriormente partidario de Smetana, Pivoda fue perjudicado cuando Smetana contrató nuevos talentos del extranjero en vez de la escuela de Pivoda. En una correspondencia pública cada vez más amarga, Pivoda afirmó que Smetana utilizaba su posición para seguir su propia carrera, a expensas de otros compositores.

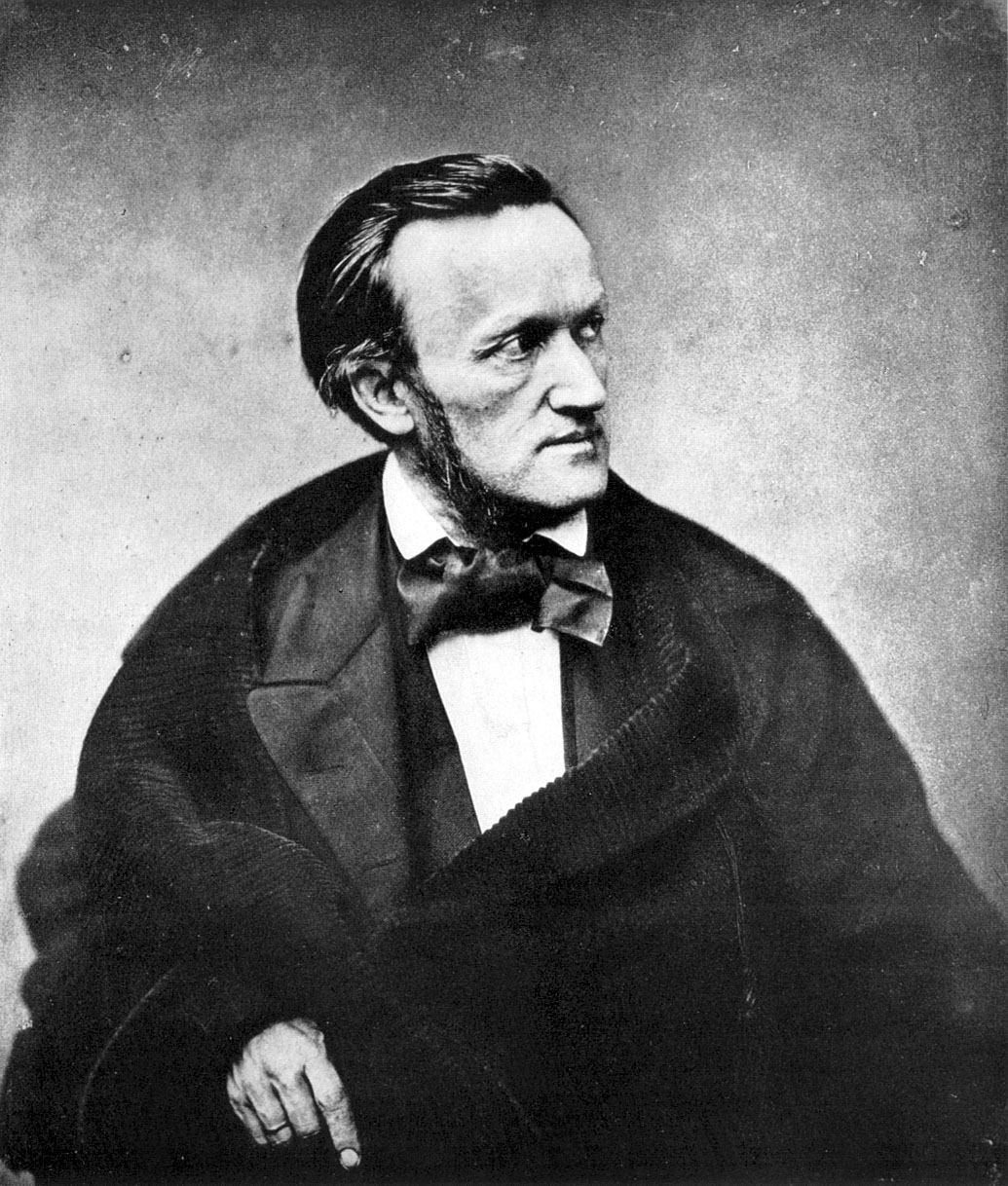
Richard Wagner (circa 1860). Smetana fue acusado por sus enemigos de «excesivo wagnerismo».

Por lo tanto, Pivoda estuvo en desacuerdo con Dalibor, calificándola como un ejemplo de extremo «wagnerismo» y por lo tanto, inadecuado como un modelo para la ópera nacional checa. El «wagnerismo» supone la adopción de las teorías de Wagner de adoptar un papel continuado de la orquesta y la construcción de un drama musical integrado, en lugar de un ir ensartando juntos los números líricos. El presidente del Teatro Provisional, František Rieger, había acusado a Smetana por primera vez de tendencias wagnerianas después de la primera representación de Los brandenburgueses, y la cuestión finalmente dividió a la sociedad musical de Praga. El crítico musical Otakar Hostinsky creyó que las teorías de Wagner debía ser la base de la ópera nacional y argumentó que Dalibor fue el comienzo en la «dirección correcta». El bando contrario, dirigido por Pivoda, apoyaba los principios de la ópera italiana, en la que la voz en vez de la orquesta debía ser el recurso dramático predominante.
Incluso dentro del propio teatro había división. Rieger lideró una campaña para expulsar a Smetana de la dirección musical y volver a nombrar a Mayr, y en diciembre de 1872 una petición firmada por 86 abonados al teatro pidió la renuncia de Smetana. El firme apoyo del vicepresidente Antonín Cisek y un ultimátum de destacados músicos entre los que se contaban Antonín Dvořák, aseguraron la pervivencia de Smetana en el cargo. En enero de 1873 fue nombrado Director Artístico, con un salario mayor y una mayor responsabilidad.
Smetana fue llevando gradualmente más óperas de compositores checos emergentes al teatro, pero poco de su propia obra. En 1872 había completado su monumental cuarta ópera, Libuše, su obra más ambiciosa hasta la fecha, pero se retrasó su estreno para la futura apertura del Teatro Nacional. Las maquinaciones de Pivoda y sus partidarios distrajeron a Smetana de la composición y se enojó aún más cuando La novia vendida fue interpretada en San Petersburgo, en enero de 1871. Aunque el público fue entusiasta, los informes de prensa eran hostiles, describiendo la obra como que «no era mejor que la de un chico de catorce años talentoso». Smetana se sintió profundamente ofendido y culpó a su antiguo adversario, Balákirev, por provocar sentimientos negativos en contra de su ópera.

### Última década

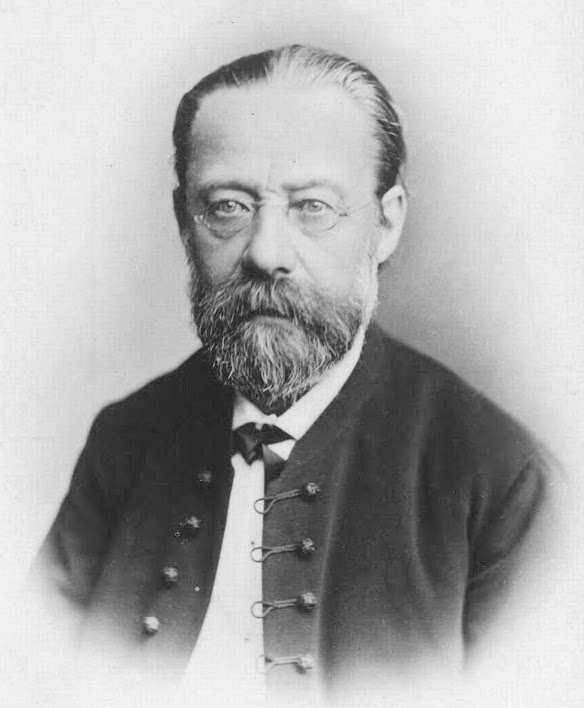
Smetana cerca del final de su vida.

#### Sordera
En el descanso tras su reelección, Smetana se concentró en su quinta ópera, Las dos viudas, compuesta entre junio de 1873 y enero de 1874. Después de su estreno en el Teatro Provisional el 27 de marzo de 1874, los partidarios de Smetana le regalaron una batuta decorada. Pero sus opositores continuaron atacándole, comparando su dirección musical de manera desfavorable con el mandato de Mayr y alegando que bajo el mandato de Smetana «la ópera checa enferma de muerte al menos una vez al año». En verano Smetana enfermó. Una infección de garganta fue seguida de una erupción cutánea y una obstrucción severa de los oídos. A mediados de agosto, al no poder trabajar, delegó sus funciones a su adjunto, Adolf Čech. Un comunicado de prensa dijo que Smetana «había enfermado como resultado de la tensión nerviosa causada recientemente por ciertas personas».
En septiembre, Smetana dijo al teatro que iba a renunciar a su cargo a menos que su salud mejorara. Se había vuelto completamente sordo del oído derecho y en octubre también perdió la audición en su oído izquierdo. Después de su dimisión, el teatro le ofreció una pensión anual de 1200 florines para tener el derecho permanente a representar sus óperas, un acuerdo que Smetana aceptó a regañadientes. El dinero recaudado en Praga por sus antiguos alumnos y por su antigua amante Fröjda Benecke en Gotemburgo ascendió a 1.244 florines. Esto permitió a Smetana buscar tratamiento médico en el extranjero, pero no tuvo éxito. En enero de 1875, Smetana escribió en su diario: «Si mi enfermedad es incurable, preferiría ser liberado de esta vida». Su ánimo se redujo en este momento por un deterioro en su relación con Bettina, principalmente sobre asuntos monetarios. «No puedo vivir bajo el mismo techo con una persona que me odia y me persigue», le informó Smetana. Aunque se planteó el divorcio, la pareja siguió unida pero fueron infelices.

#### Florecimiento tardío
A pesar del empeoramiento de su salud, Smetana continuó componiendo. En junio de 1876, Bettina y sus dos hijas abandonaron Praga para ir a Jabkenice, a la casa de su hija mayor Žofie, donde, contando con un entorno tranquilo, Smetana fue capaz de trabajar sin ser molestado. Antes de dejar Praga, había empezado un ciclo de seis poemas sinfónicos, llamado Má vlast («Mi patria»), completando las dos primeras piezas, llamadas Vyšehrad y Vltava, que fueron interpretadas en Praga en 1875. En Jabkenice, Smetana compuso los cuatro movimientos restantes y el ciclo se estrenó el 5 de noviembre de 1882 bajo la batuta de Adolf Čech. Otras obras importantes compuestas en estos años fueron el Cuarteto de cuerda en mi menor, De mi vida, una serie de danzas checas para piano, varias piezas corales y otras tres óperas: El beso, El secreto y El muro del diablo, las cuales recibieron sus primeras actuaciones entre 1876 y 1882.

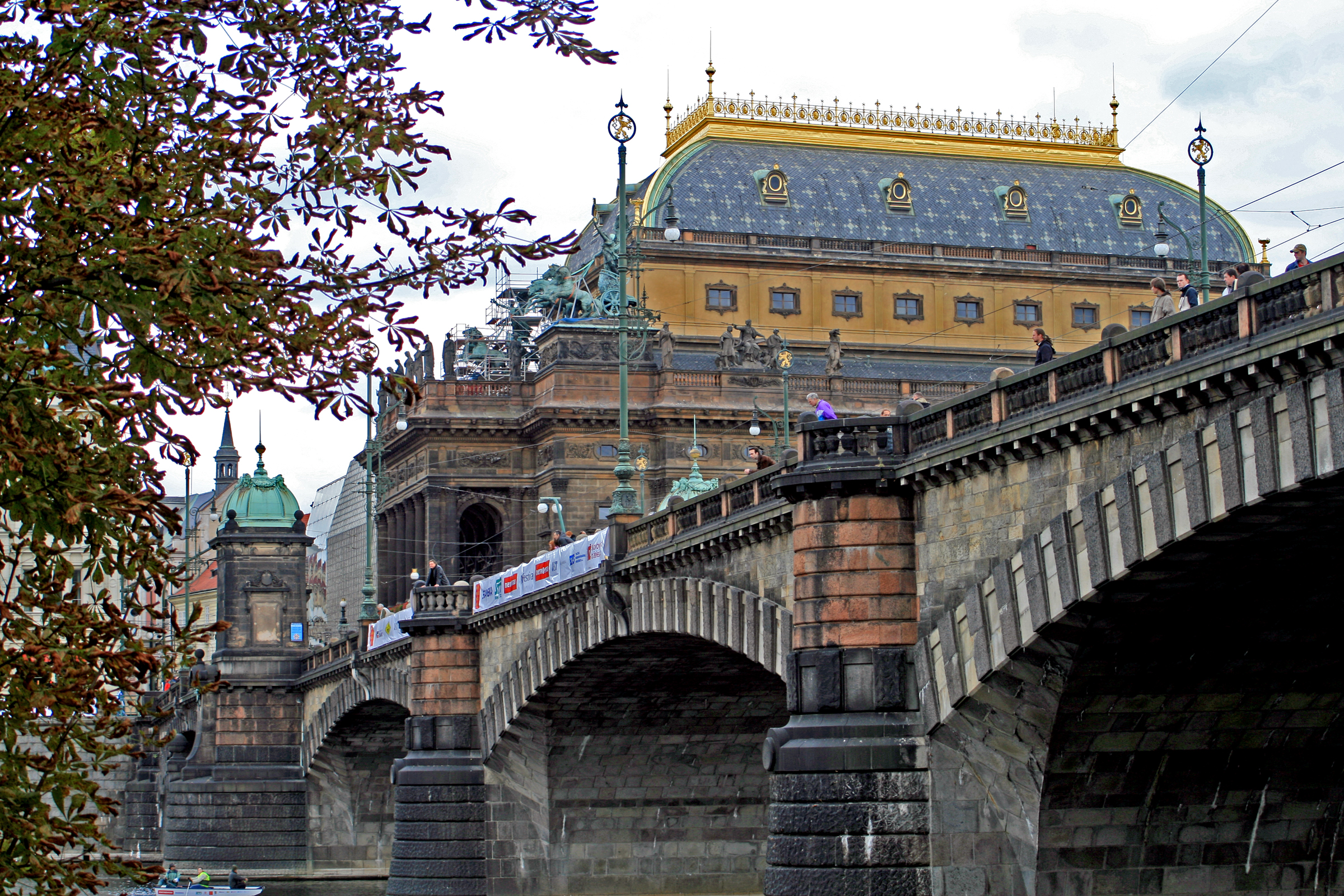
El Teatro Nacional de Praga, inaugurado en 1881, fue destruido por un incendio y reconstruido en 1883.

El estreno de la ópera de Smetana Libuše, retrasado durante largo tiempo, finalmente llegó cuando el Teatro Nacional fue inaugurado el 11 de junio de 1881. No le habían dado entradas para el estreno, pero en el último momento fue invitado a acudir al palco del director del teatro. El público recibió la obra con entusiasmo y solicitaron la presencia de Smetana en el escenario en varias ocasiones. Poco después de esta representación, el nuevo teatro fue destruido por el fuego y, a pesar de sus enfermedades, Smetana ayudó a recaudar fondos para la reconstrucción. El teatro restaurado reabrió el 18 de noviembre de 1883, de nuevo con Libuše.
En estos años se fue reconociendo cada vez más a Smetana como el principal exponente de la música nacional checa. Este prestigio fue celebrado mediante varios eventos durante los últimos años del compositor. El 4 de enero de 1880, tuvo lugar un concierto especial en Praga que marcó el 50 aniversario de su primera actuación en público. Smetana asistió e interpretó su Trío para piano en sol menor, obra de 1855. En mayo de 1882 La novia vendida tuvo su representación número 100, un hecho sin precedentes en la historia de la ópera checa y fue tan popular que se escenificaría una repetición de la «representación número cien». Se organizaron un concierto de gala y un banquete en honor de Smetana en su sexagésimo cumpleaños en marzo de 1884, pero estaba demasiado enfermo como para asistir.

### Enfermedad y muerte

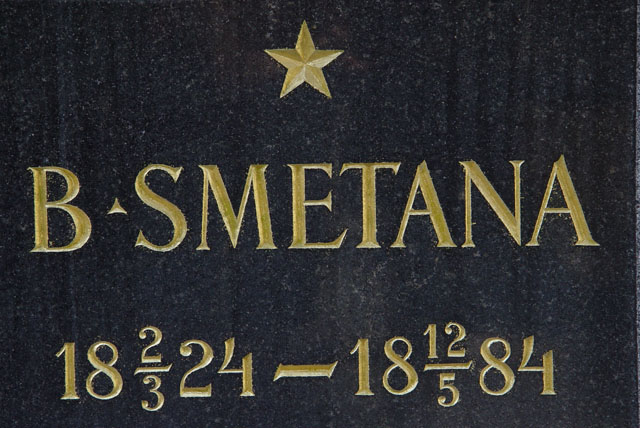
Lápida de Smetana en el cementerio Vyšehrad (Praga).

En 1879 Smetana había escrito a un amigo, el poeta checo Jan Neruda, revelando los temores de la aparición de la locura. En el invierno de 1882-83 estaba experimentando depresión, insomnio y alucinaciones, junto con mareos, calambres y pérdida temporal del habla. En 1883 comenzó a escribir una nueva suite sinfónica, Carnaval en Praga, pero no pudo acabar más que una introducción y una polonesa. Comenzó una nueva ópera, llamada Viola, basada en el personaje de la Noche de reyes de Shakespeare, pero solo escribió unos pocos fragmentos debido a su estado mental deteriorado gradualmente. En octubre de 1883 su comportamiento en una recepción privada en Praga perturbó a sus amigos; a mediados de febrero de 1884 había dejado de ser coherente y se volvía violento periódicamente. El 23 de abril su familia, incapaz de encargarse de él por más tiempo, lo llevó al manicomio Kateřinky en Praga, donde falleció el 12 de mayo de 1884.

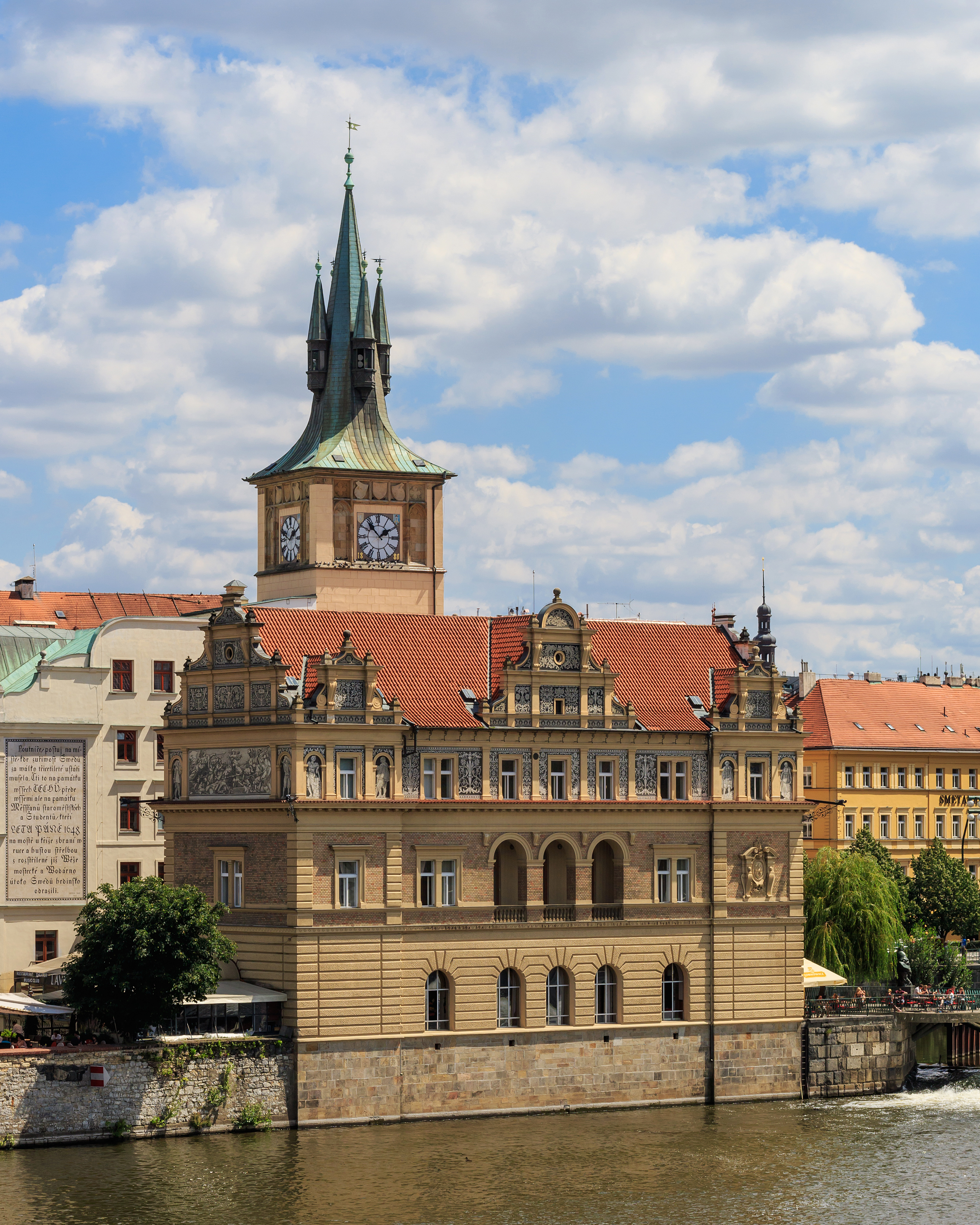
El Museo Bedřich Smetana en las orillas del río Moldava, en Praga.

El hospital registró la causa de la muerte como demencia senil. Sin embargo, la familia de Smetana cree que su declive físico y mental se debía a la sífilis. Un análisis del informe de la autopsia, publicado por el neurólogo alemán Ernst Levin en 1972 llegó a la misma conclusión. Las pruebas llevadas a cabo por el profesor Emanuel Vlček a finales del siglo XX en muestras de tejido muscular del cuerpo exhumado de Smetana proporcionaron más evidencias de la enfermedad. Sin embargo, esta investigación ha sido cuestionada por el médico checo Jiri Ramba, quien ha argumentado que las pruebas de Vlček no proporcionan una base sólida para una conclusión fiable, citando la edad y el estado de los tejidos y destaca que los síntomas reportados en Smetana son incompatibles con la sífilis.
El funeral de Smetana tuvo lugar el 15 de mayo en la iglesia de Týn, en el Barrio Viejo de Praga. La procesión posterior al cementerio Vyšehrad fue conducida por los miembros de la Hlahol, portando antorchas, y seguida por una gran multitud. La tumba más tarde se convirtió en un lugar de peregrinación para los amantes de la música que visitaban Praga. En la tarde del funeral, en el Teatro Nacional, la interpretación en el Teatro Nacional de La novia vendida prosiguió tal como estaba programada, pero el escenario estuvo cubierto con un paño negro como señal de luto.
Smetana dejó tras su muerte a Bettina, sus hijas Zdeňka y Božena y a Žofie. Ninguna de ellas tuvo un papel significativo en la vida musical de Smetana. Bettina vivió hasta 1908; Žofie, quien se había casado con Josef Schwarz en 1874, falleció antes que su madre, en 1902. Las hijas menores acabaron casándose, viviendo sus vidas lejos de la mirada pública. Un memorial permanente a la vida de Smetana y su obra es el Museo de Smetana en Praga, fundado en 1926 en el Instituto de Musicología de la Universidad de Carlos. En 1936 el museo se trasladó al edificio antiguo de abastecimiento de agua a orillas del Moldava y desde 1976 ha formado parte del Museo Checo de la Música.

## Música

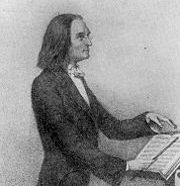
Franz Liszt (1811-1886) fue la principal influencia de Smetana a lo largo de su carrera compositiva.

Los materiales principales sobre los cuales Smetana inspiraba su arte, de acuerdo con Newmarch, eran el nacionalismo, el realismo y el romanticismo. Una característica particular de toda su música tardía es su carácter descriptivo: todas sus composiciones principales, aparte de las óperas, están supeditadas a programas y varias son específicamente autobiográficas. Los defensores de Smetana han reconocido la gran influencia en su obras de compositores como Liszt, Wagner y Berlioz, los «progresistas», mientras que estos mismos a menudo han restado la importancia de los compositores «tradicionalistas» como Rossini, Donizetti, Verdi y Meyerbeer.

### Obras para piano
Todas, salvo unas pocas composiciones realizadas con anterioridad a la partida de Smetana a Gotemburgo, habían sido obras para piano. Algunas de estas primeras piezas han sido calificadas por el historiador de la música de Harold Schonberg como «retórica grandilocuente y virtuosa derivada de Liszt». Bajo las directrices de Proksch, sin embargo, Smetana fue capaz de pulir más sus obras, tal como se revela en obras como la Sonata en sol menor de 1846 y la Polka en mi bemol del mismo año. El conjunto de Seis piezas características de 1848 fue dedicado a Liszt, quien lo describió como «las piezas más destacadas, de sentimiento delicado y fino acabado que he observado recientemente». En este período, Smetana planeó un ciclo de «álbumes de hojas», piezas cortas en todas las tonalidades mayores y menores, a la manera de los Preludios de Chopin. El proyecto se volvió un tanto desorganizado, en las piezas terminadas hay tonalidades repetidas, mientras que otras no están representadas. Después de su regreso definitivo de Gotemburgo, cuando se comprometió principalmente al desarrollo de la ópera checa, no escribió nada para el piano durante 13 años.
En su última década, Smetana compuso tres ciclos de piano importantes. El primero, de 1875, fue titulado Sueños. Estaba dedicado a los antiguos alumnos de Smetana, que habían recaudado fondos para cubrir sus gastos médicos y rendía también un homenaje a los modelos que el compositor tenía en la década de 1840: Schumann, Chopin y Liszt. Las últimas obras importantes para piano de Smetana son los dos ciclos de Danzas checas de 1877 y 1879. El primero de ellos tuvo como objetivo, como Smetana explicó a su editor, «la idealización de la polca, como Chopin hizo en su día con la mazurca». El segundo ciclo es una mezcla de bailes, cada uno tiene un título específico para que la gente sepa «cuáles son las danzas con sus nombres originales que los checos tienen».

### Vocal y coral
Las primeras canciones de Smetana son adaptaciones de poemas en alemán para voz solista. Aparte de su canción de 1848 Libertad, no empezó a escribir obras para un coro completo hasta después de su estancia en Gotemburgo, cuando compuso numerosas obras para la Sociedad Coral Hlahol, en su mayoría para voces masculinas a capella. La música coral de Smetana es generalmente de carácter nacionalista, que varía desde el corto Coro Ceremonial escrito después de la muerte del amigo revolucionario del compositor, Havlíček, hasta la creación de la Canción del Mar, un importante trabajo con el carácter de un drama coral.
Hacia el final de su vida, Smetana regresó a la composición de canciones simples, con cinco Canciones de atardecer (1879) con las palabras del poeta Vítězslav Hálek. Su última obra completa, Nuestra canción (1883), es la última de las cuatro adaptaciones de los textos de Josef Srb-Debrnov. A pesar del estado de salud de Smetana, constituye una feliz celebración de la canción checa y la danza. La pieza se perdió durante muchos años y sólo recibió su primera actuación después de redescubrimiento en 1924.

### Música de cámara
Aparte de una fantasía juvenil para violín y piano, Smetana compuso sólo cuatro obras de cámara, aunque cada una tenía un significado profundo y personal. El Trío para piano en sol menor de 1855 fue compuesto después de la muerte de su hija Bedriska; su estilo es similar al de Robert Schumann, con toques de Liszt y el tono general es elegíaco. Después de veinte años regresó al género de cámara con su primer Cuarteto de cuerda. Esta obra en mi menor, subtitulada De mi vida, fue de carácter autobiográfico, lo que demuestra el entusiasmo juvenil del compositor para su arte, sus amistades y amores, y en un cambio del estado de ánimo, el comienzo de su sordera es representado por un largo armónico en mi en el movimiento final por encima del siniestro trémolo en las cuerdas.

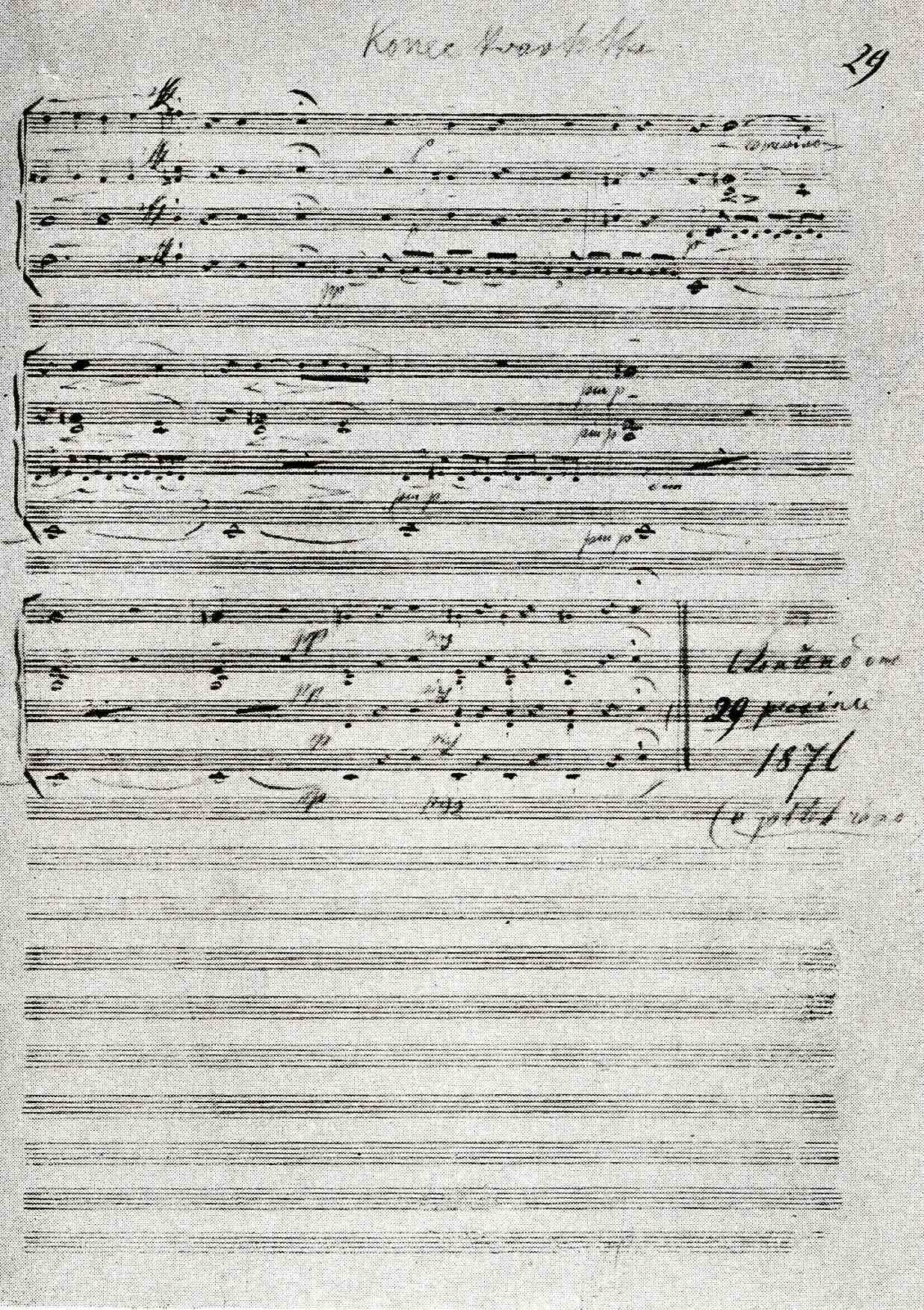
Última página del manuscrito del primer cuarteto.

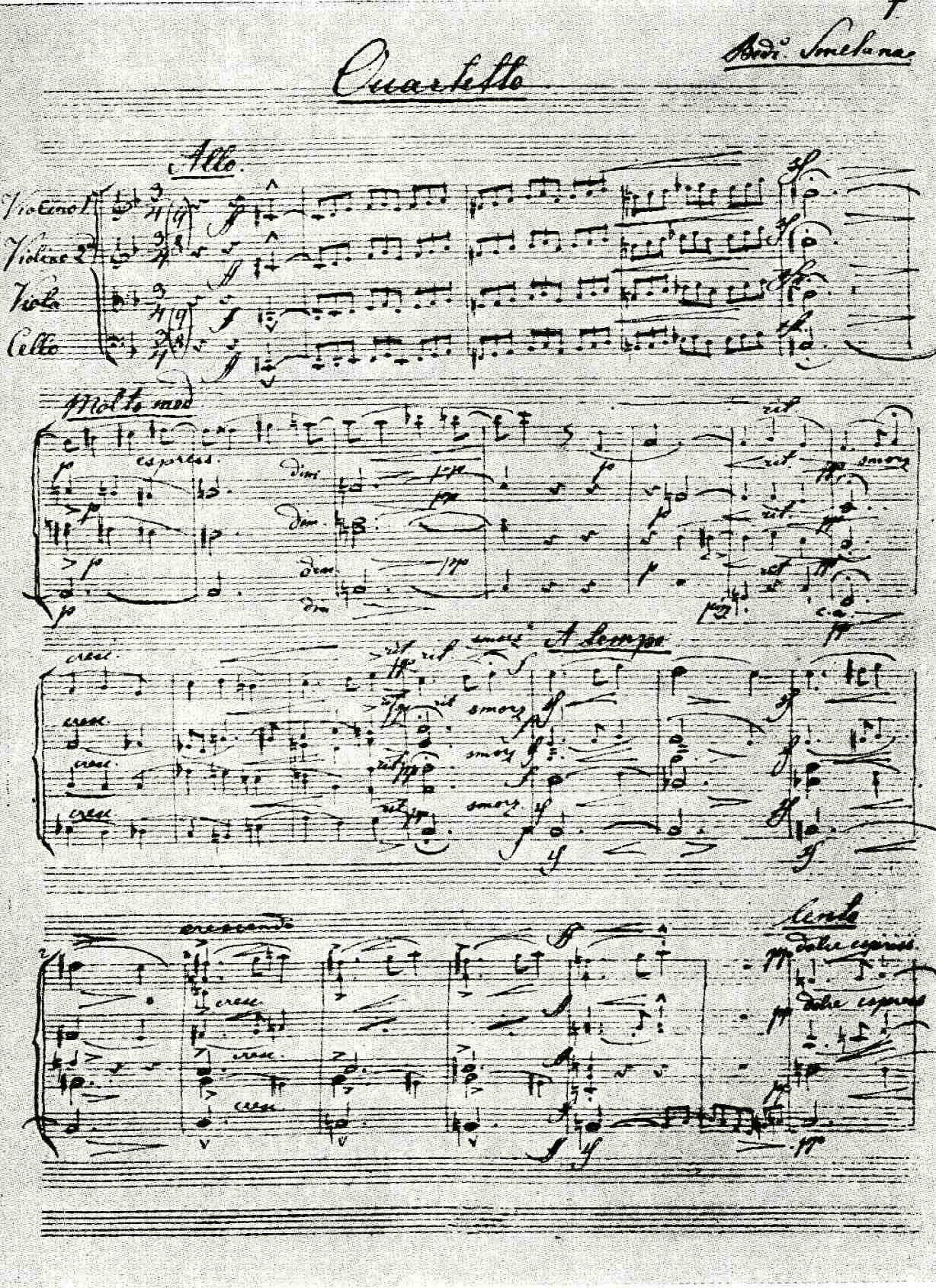
Primera página del manuscrito del segundo cuarteto.

El Segundo cuarteto de cuerda, en re menor, escrito en 1882-83, desafiando las órdenes de su médico de que se abstuviera de toda actividad musical, fue compuesta en rachas, «un remolino de música de una persona que ha perdido su sentido del oído». Representa las frustraciones de Smetana con la vida, pero no es totalmente sombrío e incluye una polca brillante. Fue una de sus composiciones finales; entre los dos cuartetos escribió un dúo para violín y piano Desde la patria, una mezcla de melancolía y felicidad con gran afinidad a los temas populares checos.

### Orquesta
Insatisfecho con su primera obra orquestal de gran escala, la Obertura en re mayor de 1848, Smetana estudió pasajes de Beethoven, Mendelssohn, Weber y Berlioz antes de producir su Sinfonía Triunfal de 1853. Aunque ésta es considerada por Rosa Newmarch «como un epitalamio para un príncipe de los Habsburgo», el biógrafo de Smetana, Brian Large, la sitúa más bien en la parte que caracteriza las obras más maduras del compositor. A pesar del rechazo de la Orquesta Sinfónica de la Corte y la tibia recepción de su estreno, Smetana no repudió la obra. Fue bien recibida en Gotemburgo en 1860 y una versión revisada se realizó en Praga en 1882, sin la etiqueta de «Triunfal», según afirma Adolf Čech. La pieza recibe en ocasiones el nombre de Sinfonía festiva.
La visita de Smetana a Liszt en Weimar, en el verano de 1857, donde escuchó de este último la Sinfonía Fausto y Los ideales, provocó una reorientación material de la música orquestal de Smetana. Estas obras le dieron a Smetana respuestas a muchos problemas composicionales relativos a la estructura de la música orquestal y sugirió un medio para expresar los temas literarios en una síntesis entre la música y el texto, en lugar de simples ilustraciones musicales. Estas reflexiones permitieron a Smetana escribir los tres poemas sinfónicos de Gotemburgo, (Richard III, Campo de Wallenstein y Hakon Jarl), obras que transformaron a Smetana desde un compositor principalmente de música de cámara a un moderno neorromántico, capaz de manejar elementos de gran escala y exponer los últimos conceptos musicales.
Desde 1862 Smetana estuvo ocupado en gran parte con la ópera y, aparte de algunas piezas cortas, no regresó a la música puramente orquestal, hasta comenzar Má vlast en 1872. En su introducción a la Collected Edition Score, František Bartol cataloga Má vlast junto con la ópera Libuše, «como símbolos directos de [la] consumación de la lucha nacional». Má vlast es la primera obra de gran escala madura de Smetana que es independiente de las palabras y sus ideas musicales son más audaces que todo lo que había intentado antes. Para el musicólogo John Clapham, el ciclo presenta «una sección transversal de la historia checa, sus leyendas y las impresiones de sus paisajes, [...] y nos transmite claramente la visión de Smetana de su ethos y la grandeza de la nación». A pesar de sus asociaciones nacionalistas, esta obra, según Newmarch, lleva el nombre de Smetana más lejos que cualquier otra obra suya, con la excepción de la obertura La novia vendida. Smetana dedicó Má Vlast a la ciudad de Praga, después de su primera actuación en noviembre de 1882 donde fue aclamado por el público musical checo como la verdadera representación de estilo nacional checo. Su movimiento llamado Vltava (Moldava), que representa el río que pasa por Praga hacia su confluencia con el Elba, es la composición orquestal de Smetana más conocida y popular internacionalmente.

### Ópera
Smetana prácticamente no tenía precursores en la ópera checa, aparte de František Škroup, cuyas obras rara vez se interpretaron más allá de una o dos funciones. En su misión de crear un nuevo canon, en lugar de utilizar la canción folclórica tradicional, Smetana se centró en la música de baile popular de su juventud, especialmente la polca, para establecer su vínculo con la lengua vernácula. Se basó en las tradiciones europeas existentes, especialmente la eslava y francesa, pero solo hizo un uso escaso de las arias, prefiriendo basar sus partituras en los conjuntos y coros.
A pesar de ser un seguidor de las reformas de Wagner en el género operístico, que creía que serían su salvación, Smetana rechazó las acusaciones del wagnerismo excesivo, alegando que estaba bastante ocupado con «el smetanismo, dado que es el único estilo honesto». La mayor parte del carácter «nacional» de los primeras cuatro óperas se ve atenuada por el romanticismo lírico de las obras posteriores, en particular las últimas tres, compuestas en los años de la sordera de Smetana. La primera de este trío final, El beso, escrita cuando Smetana estaba recibiendo un doloroso tratamiento médico, es descrita por Newmarch como una obra de serena belleza, en la que las lágrimas y sonrisas alternan en toda la partitura. La libretista de El beso de Smetana (a partir de la novela corta homónima de Karolina Světlá) fue la joven feminista Eliška Krásnohorská, que también proporcionó los textos de sus dos últimas óperas. Ella dominaba al compositor, que se encontraba enfermo y no tenía opinión en el tema de los sujetos, los tipos de voz o el equilibrio entre los solos, dúos y conjuntos. Sin embargo, los críticos han notado escasos signos de una decadencia de la capacidad de Smetana en estas obras, mientras que su dominio cada vez mayor del idioma checo significaba que su configuración lingüística era muy superior a la de sus primeras óperas.
Las ocho óperas de Smetana crearon la base del repertorio de la ópera checa, pero de estos sólo La novia vendida se interpreta de forma regular fuera de la tierra natal del compositor. Tras llegar a Viena en 1892, y a Londres en 1895, la obra rápidamente se convirtió en parte del repertorio de compañías operísticas de todo el mundo. Newmarch afirma que La novia vendida, aunque no es una «joya de primer orden», es sin embargo «una piedra perfectamente tallada y pulida en su género». Su obertura distintiva, que Newmarch asegura «nos hace despegar los pies, con su vivacidad alocada», fue compuesta en una versión para piano antes de que Smetana recibiera el libreto del proyecto. Clapham considera que tiene pocos precedentes en toda la historia de la ópera. El mismo Smetana más tarde tendió a menospreciar su logro: «La novia vendida no era más que un juego de niños, compuesta directamente de un tirón». En opinión del crítico alemán William Ritter, los poderes creativos de Smetana llegaron a su cénit con su tercera ópera Dalibor.

### Recepción
Incluso en su propia patria, el público en general tardó en reconocer al artista. Como joven compositor y pianista era bien visto en los círculos musicales de Praga y contaba con la aprobación de Liszt, Proksch y otros, pero la falta de reconocimiento público fue un factor principal a raíz de su autoimpuesto exilio en Suecia. Después de su regreso, no fue tomado especialmente en serio y fue muy difícil conseguir audiencias para sus nuevas obras, de ahí su denominación de «profeta sin honor» después de la sala casi vacía y la recepción indiferente de Richard III  y Campamento de Wallenstein en la isla Žofín en enero de 1862.
El primer éxito público notable de Smetana fue su primera ópera Los brandenburgueses en Bohemia, en 1866, cuando ya tenía 42 años. Su segunda ópera, La novia vendida, sobrevivió al desafortunado contratiempo de la noche de su estreno y se convirtió en un triunfo popular permanente. El estilo diferente de su tercera ópera Dalibor, que no era tan cercano al drama musical de Wagner, fue fácilmente comprendido por el público y condenado por los críticos que consideraban que la ópera checa debía estar basada en la canción popular. Desapareció del repertorio tras recibir tan sólo un par de actuaciones. A partir de entonces las maquinaciones que acompañaron la carrera de Smetana como director provisional del teatro restringieron su producción creativa hasta 1874.
En la última década, la más fructífera de su carrera compositiva a pesar de su sordera y el aumento de la mala salud, Smetana recibiría el reconocimiento nacional de manera tardía. Sus últimas óperas, Las dos viudas y El secreto, fueron muy bien recibidas, mientras que El beso fue recibida con una «abrumadora ovación». La ópera ceremonial Libuše fue recibida con aplausos para el compositor; por esta época (1881) las disputas en torno a su música habían disminuido y el público estaba dispuesto a honrarlo como el fundador de la música checa. No obstante, las primeras actuaciones a principios de octubre de 1882 de la ópera El muro del diablo, que evidenciaba haber sido poco ensayada, fueron caóticas y el compositor se sintió «deshonrado y desanimado». Esta decepción fue rápidamente mitigada por el aplauso que siguió a la primera actuación del ciclo Má vlast completo en noviembre: «Todo el mundo se puso de pie y la misma tormenta de aplausos interminable se repitió después de cada una de las seis partes. [...] Al final de Blaník [la parte final], la audiencia estaba fuera de sí y nadie quería dejar marchar al compositor del escenario».

## Carácter y reputación
Los biógrafos de Smetana lo describen como físicamente frágil e insignificante en apariencia, pero al menos en su juventud tenía una «alegría de vivir» que, al parecer, las mujeres encontraban atractiva. También fue exaltado, apasionado y tenaz, decidió hacer su carrera en la música sin importar las dificultades, por encima de los deseos de su padre de que se dedicara a la elaboración de cerveza o fuese un funcionario público. A lo largo de su carrera se mantuvo firme, y cuando estuvo bajo las más severas críticas por su «wagnerismo» en Dalibor, respondió componiendo Libuše, incluso con más firmeza sobre la base de la escala y el concepto de Wagner del drama musical. Su vida personal fue estresante, su matrimonio con Bettina carecía de amor y efectivamente se rompió por completo en los años de la enfermedad y la pobreza relativa hacia el final de su vida. Se tienen pocos registros sobre sus relaciones con sus hijos, aunque se sabe que, el día en que fue trasladado al asilo, Žofie «lloraba como si su corazón estuviera rompiéndose».

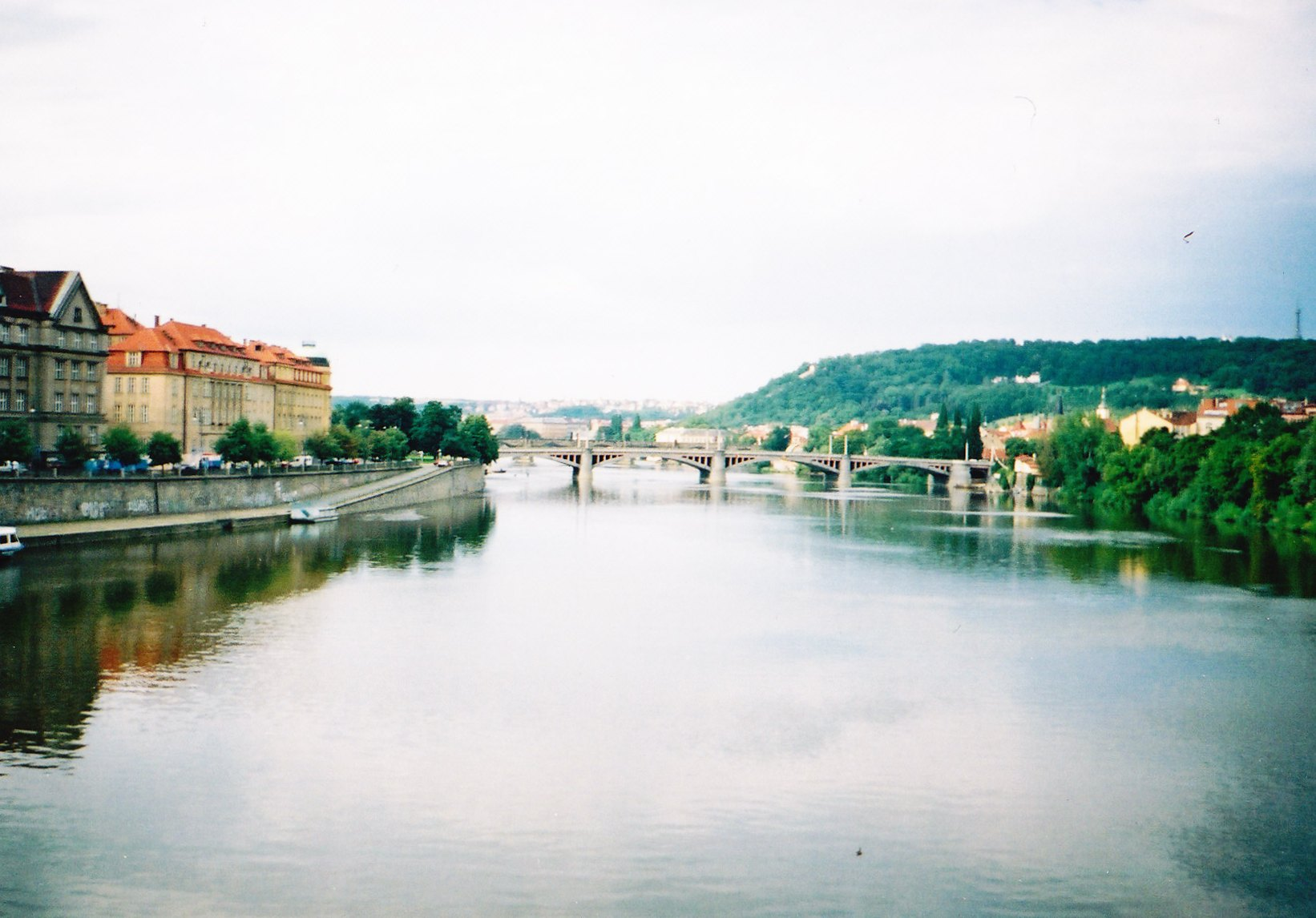
El río Moldava, que fluye a través de Praga.

Existe un amplio consenso entre la mayoría de los comentaristas que Smetana creó un canon de la ópera checa, donde no había existido ninguno y que desarrolló un estilo de música en todas sus composiciones que se equipara con el espíritu del emergente nacionalismo checo. El escritor musical Michael Steen presenta una opinión diferente, que se pregunta si «la música nacionalista» de hecho puede existir: «Debemos reconocer que, mientras que la música es infinitamente más expresiva, por sí solo no es buena describiendo objetos concretos o terrenales, o conceptos». Llega a la conclusión de que mucho depende de lo que los oyentes estén condicionados al escuchar.
Según el musicólogo John Tyrrell, la identificación cercana de Smetana con el nacionalismo checo y las trágicas circunstancias de los últimos años han tendido a afectar a la objetividad con la que su trabajo ha sido evaluado, en particular en su tierra natal. Tyrrell afirma que el estatus casi icónico otorgado a Smetana en su patria «fue monumentalizado en una figura en la que cualquier crítica de su vida o su trabajo fue desalentado» por las autoridades checas, incluso a finales del siglo XX. Como resultado, Tyrrell sostiene que se ha propagado una visión de la música checa que resta importancia a las contribuciones de los contemporáneos y sucesores, como Dvořák, Janáček, Josef Suk y otras figuras menos conocidas. Esto está en contradicción con las percepciones del mundo exterior, donde Dvořák es interpretado con mucha más frecuencia y es mucho más conocido. Harold Schonberg observa que «Smetana fue el que fundó la música checa, pero Antonín Dvořák [...] fue el que la popularizó».